# Molle Glacier
Molle Glacier är en glaciär i Antarktis. Den ligger i Östantarktis. Australien gör anspråk på området. Molle Glacier ligger 186 meter över havet.
Terrängen runt Molle Glacier är platt åt sydost, men åt nordväst är den kuperad. Trakten är obefolkad. Det finns inga samhällen i närheten.